# Carl Brummer

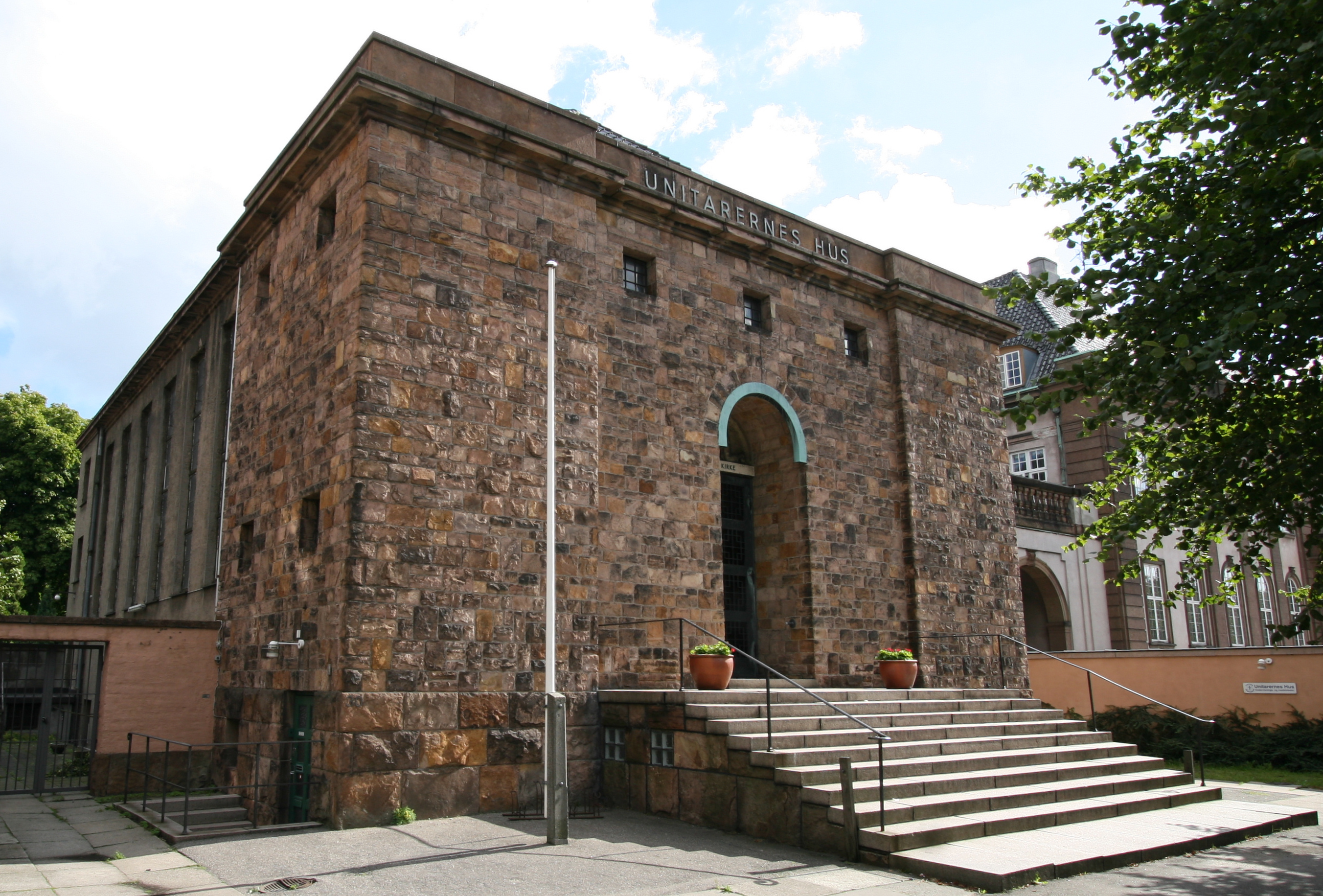
Unitarernes Hus i Köpenhamn, uppfört 1928.

Carl Brummer, född 12 juli 1864, död 14 februari 1953, var en dansk arkitekt.
Han uppförde bland annat ett flertal större villabyggnader och privatbostäder, åt vilka han förstod att ge en fullt modern men samtidigt traditionsrik och äkta dansk prägel.  Åren 1907 och 1911 tilldelades han årsmedaljen.

## Utmärkelser
- Eckersbergmedaljen, för Birkeborg,  1911
- Riddare av Dannebrogorden,  1927[2]
- Dannebrogsmännens hederstecken,  1933[2]

[Redigera Wikidata]